# 徐鑑 (天順進士)
徐鑑（1425年—？），字克明，浙江嚴州府淳安縣人，明朝政治人物。進士出身。

## 生平
浙江鄉試第一百二名。天順四年（1460年）庚辰科會試第九十名，殿試登進士第二甲第二十八名。

## 家族
曾祖徐參仲。祖父徐宗顯。父亲徐士恭。